# Ramou
Ne doit pas être confondu avec Ramous.
Ramou, de son nom civil Ramounatou Sambieni, née le 4 janvier 1987 à Bohicon au Bénin, est une artiste, auteure-compositrice-interprète, chanteuse béninoise de world music. Elle se fait connaître du public grâce à un  premier album intitulé Iré Nikan (C’est toi seul), sorti en 2010.

## Biographie
Originaire de Matéri, une commune du nord-ouest du Bénin, Ramou y fait ses études primaires et secondaires et y obtient le baccalauréat avant de poursuivre ses études au département des Sciences du langage et de la communication à la Faculté des Lettres, Arts et sciences Humaines (FLASH) de l'Université d'Abomey-Calavi.
Très tôt, elle fait ses premiers pas de carrière musicale au secondaire à travers différentes activités scolaires malgré l’opposition de ses parents. Elle entre en studio pour la première fois en 2007 dans le rôle de choriste sur l’album « Avi man démè » de l'artiste béninois Johnny Sourou. Elle pose sa voix avec de nombreux artistes dont l'artiste béninoise Zeynab Habib, et d'autres artistes de renom tels que Lokua Kanza, Meiway, Awilo Longomba, Barbara Kanam.

## Discographie

### Album
- 2010 : Irè nikan (c’est toi seul) Irè nikan, qui signifie en langue locale (c’est toi seul) le 1re album huit (8) titres de Ramou lancé à cotonou au Bénin le 17 Juillet 2010 est fait d'un cocktail d'afro-beat,d'acoustique et de world music

1. "Irè nikan"

- 2014 : Laamu (espoir) (OZ Music) Laamu, qui signifie (espoir) en Biali une langue locale à Matéri (Bénin) est le nom du 2e album dix (10) titres de Ramou lancé à cotonou  en 2014.

1. "Laamu"

### Prix et distinctions
- 2010: Prix du meilleur album de musique moderne d’inspiration traditionnelle aux Bénin Golden Awards
- 2011: Trophée Tamani d’Or du meilleur espoir féminin de l’année 2011 au Mali,

## Singles
- 2016 : C’ toi